# Convénio de Sahagún
O Convénio de Sahagún foi um acordo celebrado entre os filhos de Afonso VII de Leão e Castela, no século XII, tendo em vista a conquista e a partilha de Portugal.